# 男同性恋免疫缺乏症
男同性恋免疫缺乏症（英語：Gay-related immune deficiency）是1982年提出，在艾滋病拥有合理的作为综合征的医学解释之前，用于描述「一系列的意料之外的病例」也是用来代指艾滋病的早期用语。
这个术语源于当时公共健康方面的科学家注意到在南加州和纽约有卡波西氏肉瘤和卡氏肺囊虫肺炎的同性恋者疾病群。这是当时对艾滋病的一种误称。在艾滋病史早期，当艾滋病还被考虑为一种男同性恋的疾病时，至少一位医师建议同性恋者严肃考虑与陌生人进行性行为。
一个叫男同性恋健康危机的特设组织成立，来抗争那些通过劈腿行为，静脉注射毒品，芳香剂而患上的同性恋者才会获得的疾病。不久，在进入美国的海地人、血友病人、无其他风险因素的受血者中，同样的卡波西氏肉瘤和卡氏肺囊虫肺炎疾病群被发现。
AIDS这个术语，在1982年末被提出以精确疾病名称。这个新名字被政治家等人群支持，因为他们意识到术语中所含的「同性恋者」不能很好的概括这个疾病。1984年4月23日，美国卫生及公共服务部部长在记者招待会中宣布AIDS的可能诱因被发现：这种逆转录病毒随后于1986年被命名为人類免疫缺陷病毒。

## 參看
1. ↑  "The History of AIDS and ARC" （页面存档备份，存于） at the LSU Law Center
2. ↑  .   [2007-01-24]. （原始内容存档于2009-01-15）.
3. ↑  . 2003-03-23. （原始内容存档于2003-04-04）.